# Мікрокремнезем

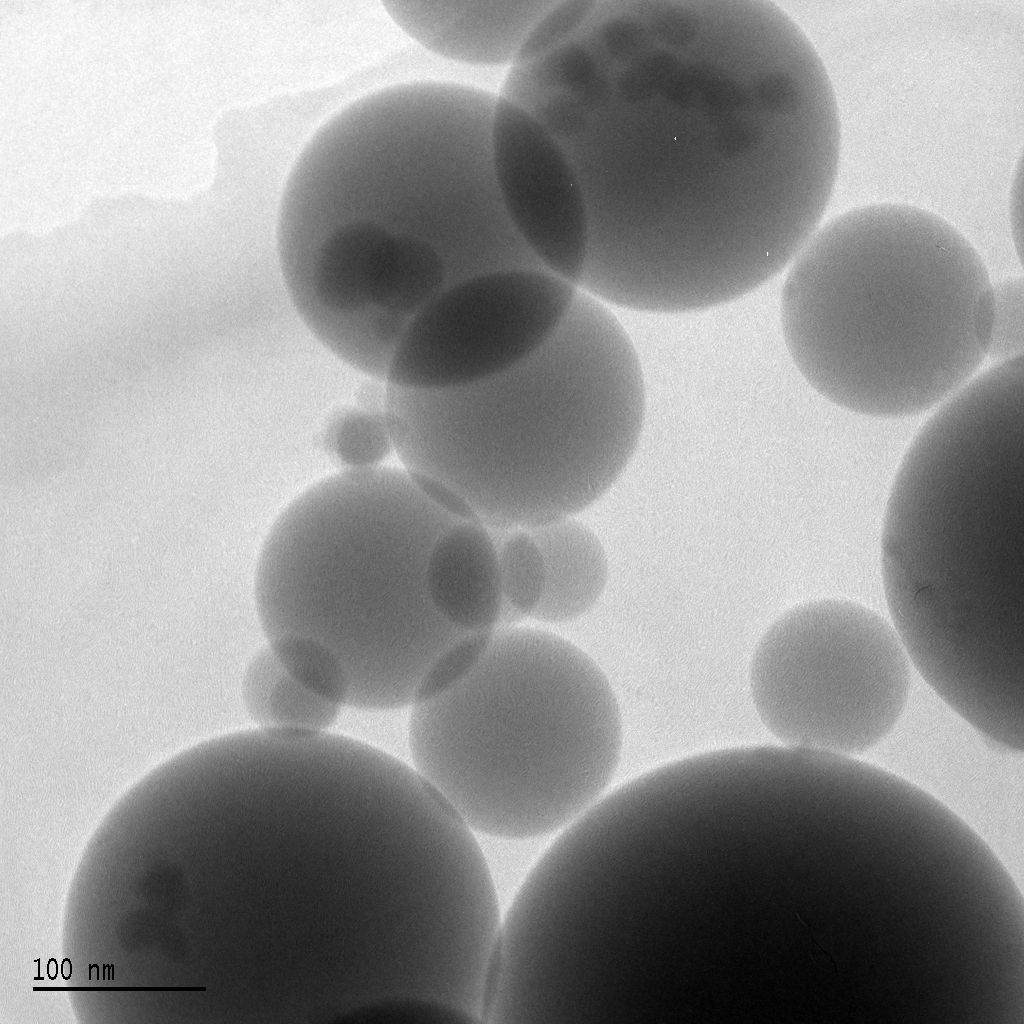
Частинки мікрокремнезему. Трансмісійний електронний мікроскоп

Мікрокремнезем (мікросіліка, англ. silica fume) — являє собою ультрадисперсний матеріал, що складається з частинок сферичної форми, що отримуються в процесі газоочистки технологічних печей при виробництві кремнійвмісних сплавів. Основним компонентом матеріалу є діоксид кремнію аморфної модифікації. Мікрокремнезем є найважливішим компонентом при виробництві бетонів, тампонажних розчинів з високими експлуатаційними властивостями.
Середній діаметр частинок мікрокремнезему 150 нм.